# Ashita ga aru sa
Ashita ga aru sa (明日があるさ? lett. C'è sempre domani) è una popolare canzone giapponese eseguita da Kyū Sakamoto su musiche di Hachidai Nakamura e testi di Yukio Aoshima.
La canzone racconta la storia di un ragazzo che ogni giorno incontra la ragazza che gli piace ma è troppo timido per confessarle il suo amore, quindi si ripete che per farlo "c'è sempre domani". Il brano è stato pubblicato in Giappone nel 1963 vendendo oltre otto milioni di copie.
La canzone vanta inoltre numerose reinterpretazioni, tra cui quella degli Ulfuls (ウルフルズ) del 2001 che l'ha riportata in auge in Giappone quando è stata scelta come colonna sonora di una nota pubblicità.
Durante i Mondiali di calcio del 2002 è stata più volte proposta durante la trasmissione radiofonica Catersport su Radio 2.